# Lynda Dion
Enseignante retraitée, Lynda Dion est une autrice québécoise.

## Biographie
Lynda Dion est une écrivaine pratiquant l'autofiction.  Elle a publié quatre romans, dont le premier à l’âge de 50 ans. Parmi ses thématiques récurrentes, on compte l’obsession pour le corps, le vieillissement, le désir et la sexualité des femmes,.  
Elle réclame comme figures d’inspirations les écrivaines québécoises France Théorêt, Yolande Villemaire,  Nicole Brossard et de Louky Bersianik. 
Elle a été chroniqueuse à l’émission littéraire Plus on est de fous plus on lit sur les ondes d’ICI Radio-Canada Première. Elle est critique littéraire au magazine Lettres Québéboises.
De 1991 à 2019, elle enseigne le français et la création littéraire à l'École secondaire Mitchell-Montcalm de Sherbrooke. Elle y fonde en 2004 le concours littéraire «Sors de ta bulle». Parmi ses élèves se retrouve l’écrivaine et éditrice Kiev Renaud.

## Œuvres

### Romans
- Grosse, roman, Montréal, Hamac, 2018.
- Monstera deliciosa, roman, Montréal, Hamac, 2015.
- La Maîtresse, roman, Montréal, Hamac, 2013.
- La Dévorante, roman, Montréal, Hamac, 2011.

### Collectifs
- « Le canon de la beauté (sur la tempe) » (11 brefs essais sur la beauté), Montréal, essai collectif sous la direction de Marilyse Hamelin, éditions Somme toute, 2021.
- « Les lucides » (Dictionnaire de la Révolte étudiante), Montréal, essai collectif sous la direction de Laurence-Aurélie Théroux-Marcotte et Mariève Isabel, Tête première, 2012.

## Prix et honneurs
- 2022 : Liste préliminaire des finalistes au Prix du récit de Radio-Canada pour Se couvrir de honte[8].
- 2017 : Mérite Estrien, La Tribune, Sherbrooke[9].
- 2014 : 3e au Prix littéraire de la Ville de Sherbrooke pour le roman La Maîtresse[10].
- 2014 : Finaliste au Prix Alfred Desrochers pour La Dévorante[11].
- 2012 : 3e au Prix littéraire de la Ville de Sherbrooke pour le roman La Dévorante[12].
- 2010 : Finaliste au Concours littéraire de Radio-Canada, catégorie récit.
- 2009 : Finaliste au Concours littéraire de Radio-Canada, catégorie récit.